# 阿拉伯文字
阿拉伯文字是一种用于书写阿拉伯语、曼丁哥语方言、中库尔德语、卢尔语、波斯语、乌尔都语、普什图语及其他亚非语言的书写系统。在16世纪还被用于书写西班牙语。阿拉伯文字是世界上第二大广泛使用的书写系统，也是继拉丁文字和汉字之后使用人数第三的文字。
阿拉伯文字以手写体方式右起横书。其字母多数情况下表示辅音或者有少数元音的辅音，因此多数阿拉伯文字母表为辅音音素文字。
阿拉伯文字最初用于书写阿拉伯语，尤其是用于伊斯兰教经典《古兰经》。随着伊斯兰教的传播被用于书写多个语族的语言，产生了新的字母和其他符号，在库尔德语、维吾尔语及古代波斯尼亚文成为元音附标文字或者全音素文字。阿拉伯文字也是阿拉伯书法的基础。